# トマス・テイラー (初代ヘッドフォート侯爵)

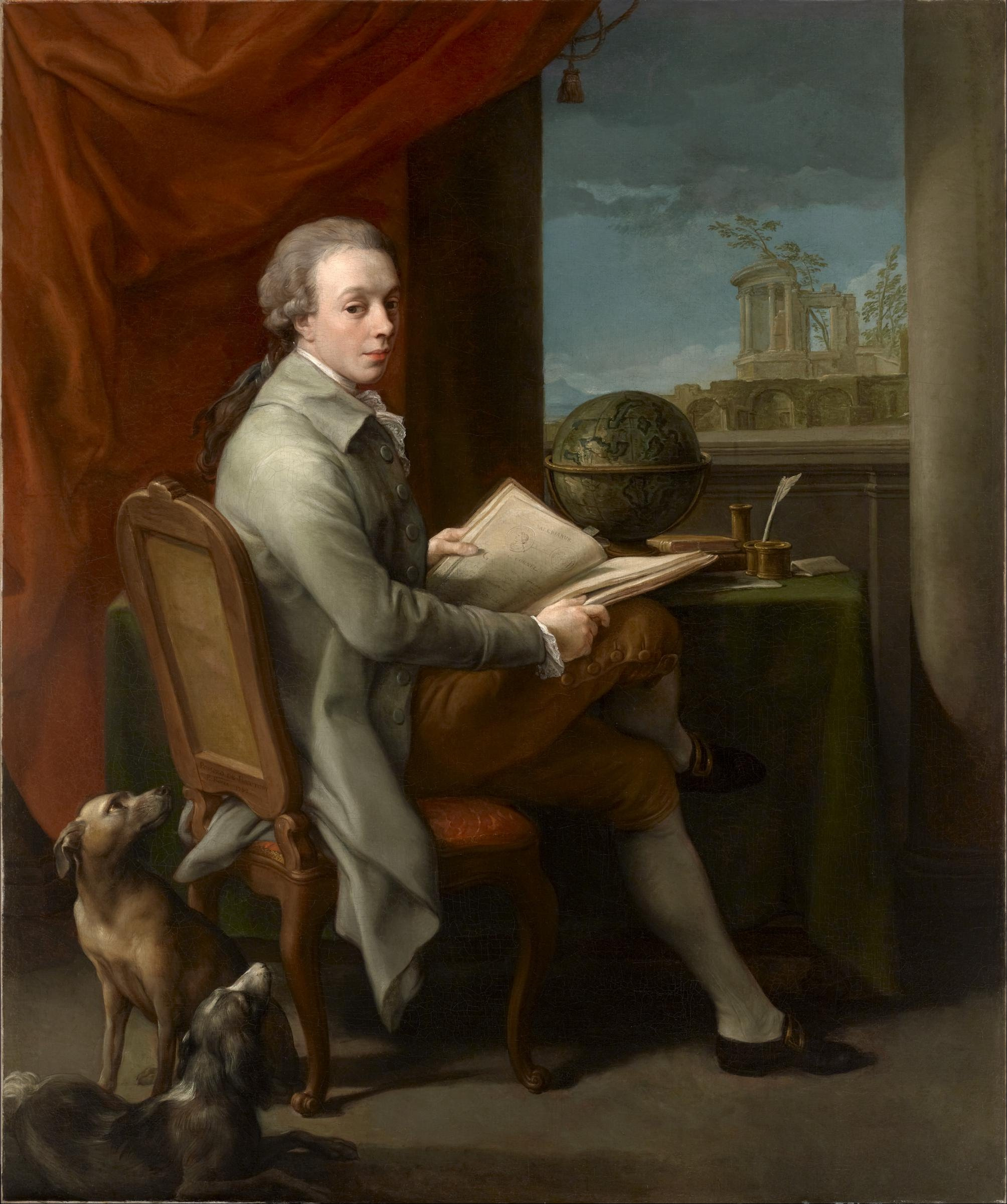
ポンペオ・バトーニによる肖像画、1782年。

初代ヘッドフォート侯爵トマス・テイラー（英語: Thomas Taylour, 1st Marquess of Headfort KP FSA、1757年11月18日 – 1829年10月24日）は、アイルランド王国出身の貴族、政治家。1766年から1795年までヘッドフォート子爵の儀礼称号を使用した。

## 生涯
初代ベクティヴ伯爵トマス・テイラーとジェーン・ローリー（Jane Rowley、1818年6月25日没、ハーキュリーズ・ラングフォード・ローリーの娘）の息子として、1757年11月18日に生まれた。
1776年から1790年までケルズ選挙区の、1790年から1794年までロングフォード・バラ選挙区の代表としてアイルランド庶民院議員を務めた後、1794年4月21日にマンスター復帰不動産管理官（Escheator of Munster）に任命される形で議員を辞任した。同年にミーズ選挙区で再び議員に当選したが、翌1795年12月14日に父が死去すると、ベクティヴ伯爵位を継承した。1800年12月29日、アイルランド貴族であるヘッドフォート侯爵に叙された。1806年5月15日、聖パトリック勲章を授与された。
1786年にミーズ県長官を、1800年から1829年までアイルランド貴族代表議員を務めたほか、1812年から1829年まで寝室侍従の1人を務めた。また、ミーズ県総督を務めた時期もあった。
ロンドン考古協会フェローに選出された。
1829年10月24日にイギリス国外で死去、息子トマスが爵位を継承した。

## 家族

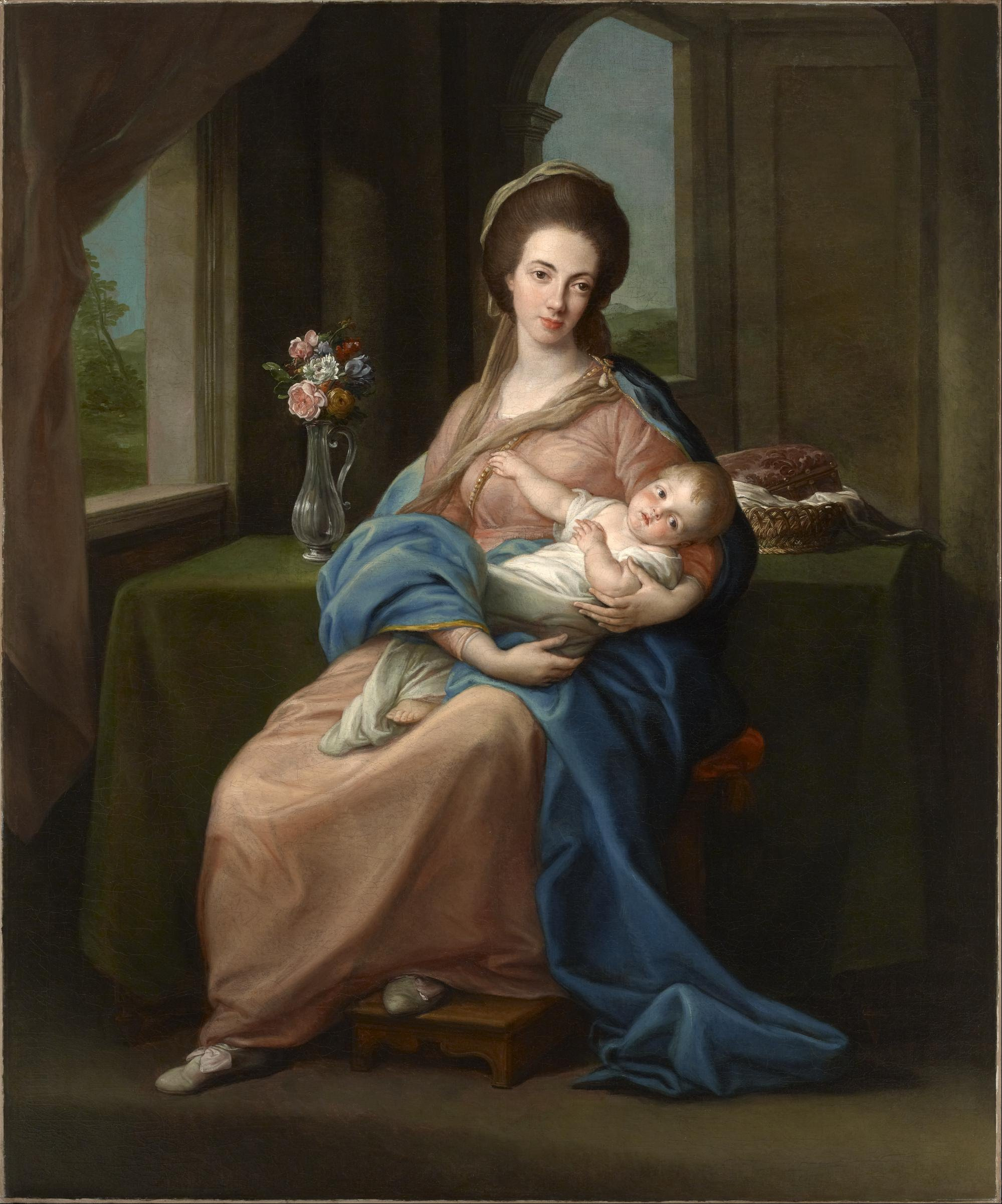
ヘッドフォート子爵夫人（当時）メアリーとと同名の娘メアリー。ポンペオ・バトーニ画、1782年。

1778年12月5日、メアリー・クィン（Mary Quin、1842年8月12日没、ジョージ・クィンの娘）と結婚、2男2女をもうけた。
- トマス（英語版）（1787年 – 1870年） - 第2代ヘッドフォート侯爵
- ジョージ（1792年3月10日 – 1888年2月6日） - 1814年4月14日、ジョージアナ・シャーロット・スペンサー（Georgiana Charlotte Spencer、1823年2月21日没、第2代スペンサー伯爵ジョージ・スペンサーの娘）と結婚、子供あり。1847年12月9日、ルイーザ・メアリー・イザベラ・ラムズデン（Louisa Mary Isabella Ramsden、1872年8月24日没、第4代準男爵サー・ジョン・ラムズデン（英語版）の娘）と再婚
- メアリー（1843年9月没）
- エリザベス・ジェーン（1837年没）